# Cornelius Freundt
Cornelius Freundt   (Plauen, 1535 (Gregorià) - Zwickau, 26 d'agost de 1591), conegut també com a Cornelius Bonamicus, fou un compositor religiós alemany.
Va pertànyer a l'església reformada. Va treballar com a cantor a Borna i es va convertir en cantor a St. Marien i professor a l'escola del consell de Zwickau el 1565. Els musicòlegs en les biografies sobre aquest polifonista, el classifiquen entre els músics més notables del seu temps, tant per la puresa de la seva escriptura, com per la elevació del seu sentiment religiós.
Cornelius Freundt va escriure motets de cançons ocasionals; dels 28 conjunts dels llibres nadalencs recollits per ell.